# Hahadžima
Hahadžima (japonsky: 母島, doslova: Matčin ostrov) je druhý největší ostrov v japonském souostroví Ogasawara (také známé jako Boninské ostrovy). Rozloha ostrova činí asi 21 km².
Ostrov byl před druhou světovou válkou obydlený, ale během ní japonská vláda všechny obyvatele evakuovala a ostrov opevnila. Vojenská zařízení na ostrově se stala terčem několika útoků amerických sil. Dnes je ostrov opět obydlený.